# 韓国鉄道公社391000系電車
韓国鉄道公社391000系電車 (かんこくてつどうこうしゃ391000けいでんしゃ) は、西海線での運行のために導入された韓国鉄道公社の通勤形車両である。2017年8月17日から11月3日にかけて導入された1次車7編成と2021年から2022年にかけて導入された2次車10編成の計17編成が運行中。

## 概要

### 1次車
1次車は2016年に登場した371000系・381000系をベースとしており、第3世代（新トングリ）に位置付けされる前面形状をした車両の中で最後に製造されたグループとなる。保安装置には韓国鉄道公社の電車としては初のシーメンスのATP/ATOによるRF-CBTCを採用していたが、5G通信回線との干渉によりトラブルが発生する原因となっていたため、2022年12月28日に撤去され、ボンバルディア製のERTMS/ATPに交換された。
2023年4月22日から保安装置がATP信号に切り替えられたが、交換されたERTMSの検証を行うため、2023年7月1日まで一時的に営業運行を中断した。これに伴い、2023年4月22日から2023年6月30日まではすべて2次車が代走を行い、2023年7月1日から再び営業運行を復帰した。
制御装置には東芝(宇進産電ライセンス生産)製のIGBT-VVVF（COV052-A0）を採用している。

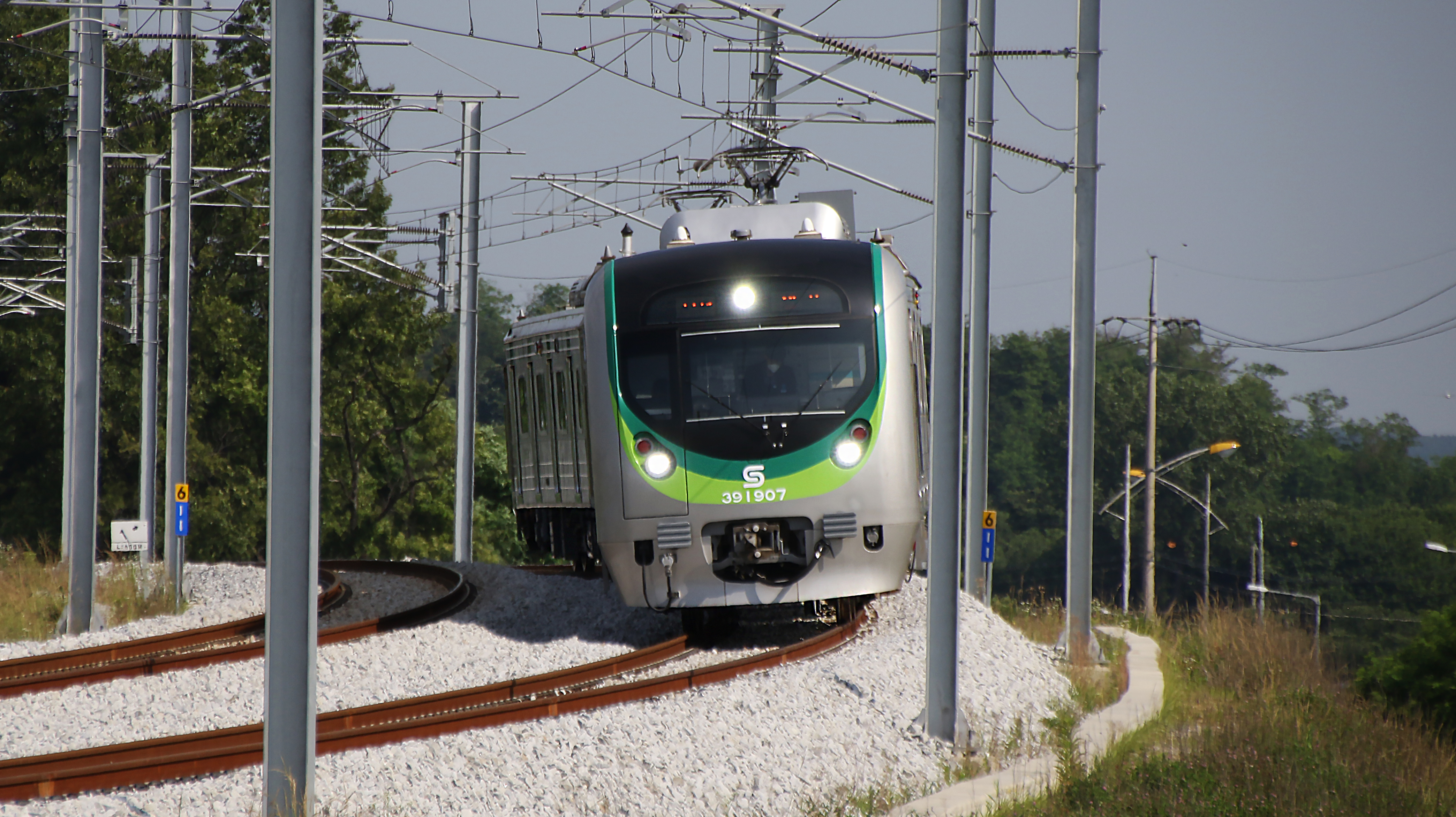
1次車

#### 車内
車内は381000系電車をベースとした。ドアチャイムが設置されている。

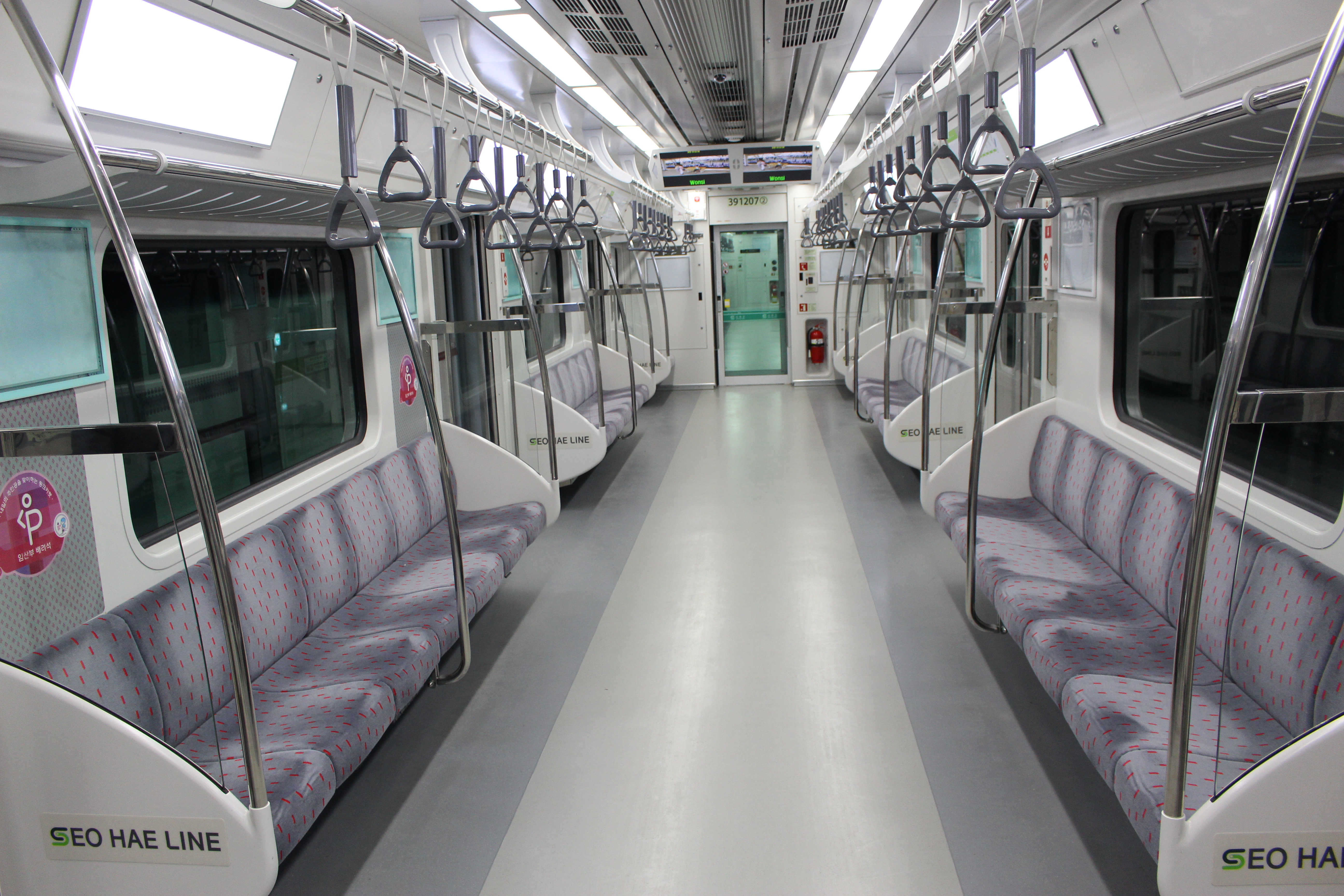
1次車の車内。

### 2次車
2次車は韓国鉄道公社の通勤型車両では初となるタウォンシスが製造を担当し、VVVFインバーターも東芝製からKEC・タウォンシス製に変更されている。車体は宇進産電製造の車両と同じくダブルスキン構造のアルミニウム車体に変更された。

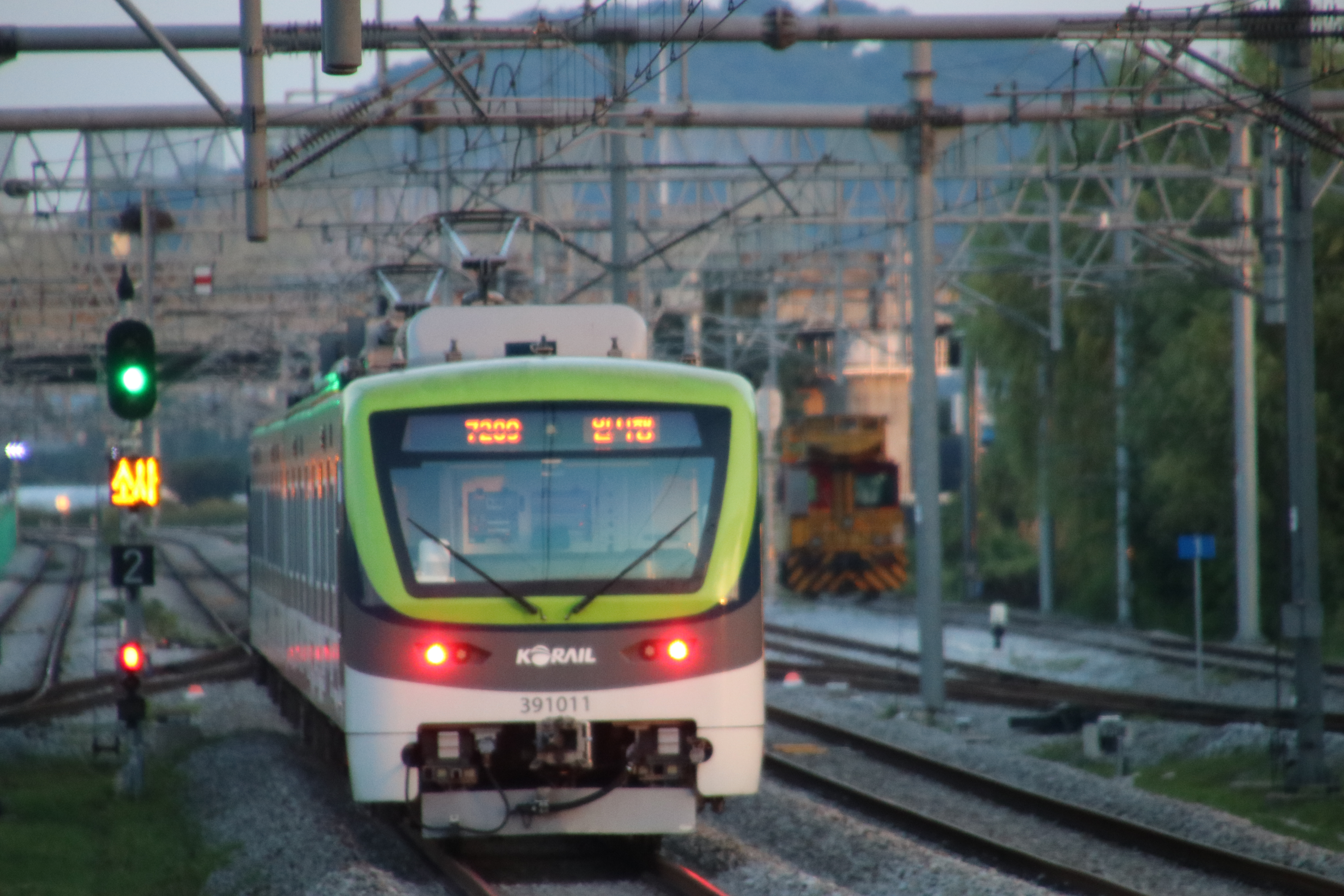
2次車。

#### 車内
扉上部に千鳥配置で2画面の液晶ディスプレイが設置されている。またソウル交通公社の新車同様、出入口左右に開閉時に点滅するドアランプが設置されている。なお、座席は横幅を拡幅したことにより6人掛けに減少したが、現在韓国の通勤型車両で採用が進むプラスチックシートではなく従来通りモケットシートとなった。つり革は西海線の路線カラーである黄緑色で、モケットシートカラーは、濃い緑色。

### 編成
| 車両番号 | 動力配置                      |
| -------- | ----------------------------- |
| 3910xx   | 制御車 (Tc)                   |
| 3911xx   | 電動車・パンタグラフ付き (Mp) |
| 3912xx   | 電動車・パンタグラフ付き (Mp) |
| 3919xx   | 制御車 (Tc)                   |

## 運行区間
- ● 西海線
  - 一山駅 - 素砂駅 - 元時駅